# Linda Budinger
Linda Budinger (* 14. Februar 1968 in Leverkusen) ist eine deutsche Schriftstellerin. Einige Texte sind auch unter ihrem Künstlernamen Marion Frost erschienen.

## Leben
Linda Budinger lebt in Leichlingen (Rheinland). Seit mehr als 20 Jahren schreibt sie Fantasy und Phantastik. Märchen, Mythen und Legenden aus aller Welt faszinierten sie von Kindheit an. Diese literarischen Vorlieben haben ihre eigenen Werke stark geprägt. Nach dem Abitur studierte sie einige Semester Ur- und Frühgeschichte, Germanistik und Völkerkunde an der Universität zu Köln. Inzwischen ist sie als freie Autorin und Übersetzerin für die Lübbe Verlagsgruppe tätig. Neben Veröffentlichungen für das Rollenspiel „Das Schwarze Auge“ (Romane und Kurzgeschichten) arbeitet sie auch an Lektoraten mit. Sie schrieb als Mitautorin bei der Bastei-Reihe „Schattenreich pulp magazine“. Mehrfach wurden von ihr verfasste Geschichten für den Deutschen Phantastik Preis nominiert.
Linda Budinger ist die Lebensgefährtin von Alexander Lohmann, mit dem zusammen sie auch als Übersetzerin tätig ist (Matthew Pearl, Simon Beaufort).

## Werke (Auswahl)
Romane für DSA
- Der Geisterwolf, 1999, ISBN 3-453-14948-3.
- Goldener Wolf, 2006, ISBN 978-3-89064-542-1.
- Wald der Verlorenen, 2008, ISBN 978-3-89064-233-8.
- Eiswolf, 2009, ISBN 978-3-89064-248-2.

Greifenritter
- Die Greifenritter von Alnoris: Die Nebelburg. Spreeside, Berlin 2009, ISBN 978-3-939994-24-4.
- Greifenehre. In: Petra Hartmann, Andrea Tillmanns (Hrsg.): Mit Klinge und Feder. Ulrich Burger Verlag, Homburg 2013, ISBN 978-3-943378-07-8, S. 187–232.

Für die E-Book-Serie Cotton reloaded (Remake der Serie Jerry Cotton)
- Folge 5: Der Infekt. Bastei-Entertainment, 2013.
- Folge 14: Bürgerkrieg. Bastei-Entertainment, 2013.
- Folge 25: Tod des Phönix. Bastei-Entertainment, 2014.
- Folge 40: Ein schmutziges Nest. Bastei-Entertainment, 2016.
- Serienspecial: 1881. Bastei Entertainment, 2017

Andere Romane
- mehrere Kurzromane, 4 davon in der Heftserie Schattenreich pulp magazine (Bastei)
- Gegen die Gezeiten. Ueberreuter, Berlin 2014, ISBN 978-3-7641-7014-1 (unter dem Pseudonym Mia Salberg).
- Unter dem Vollmond. Sieben-Verlag, Fischbachtal 2010, ISBN 978-3-940235-91-6.
- Im Keller des Killers. Bastei Entertainment, Köln 2015, ISBN 978-3-7325-0439-8.
- Fluch der Ewigkeit. dp Verlag, Stuttgart 2018, ISBN 978-3-96087-409-6.
- Der siebte Schrei. beTHRILLED, Köln 2019, ISBN 978-3-7325-6699-0.
- Die Schatten von Weißenbach. dp Verlag, Stuttgart 2022, ISBN 978-3-9877802-6-4.

Hörspiele/Hörbücher
- Das Tor in die Vergangenheit (DSA), 2008.
- Die Legende von Mythras. Teil 1: Die Karte des Propheten, 2008.
- Linda Budingers Schauergeschichten. Teil 1: Herz aus Stein, 2012.
- Der Infekt. In: Cotton reloaded I. Folge 1–6. Bastei Lübbe / Lübbe Audio, 2013, ISBN 978-3-7857-4825-1.
- Cotton Reloaded: Bürgerkrieg. Lübbe Audio, 2013.
- Cotton Reloaded: Tod des Phönix. Lübbe Audio, 2014.
- Cotton Reloaded: Ein schmutziges Nest. Lübbe Audio, 2016.
- Cotton reloaded Serienspecial: 1881. Lübbe Audio 2017
- Linda Budingers Schauergeschichten: Special Edition, Ohrland, 2021, ISBN 978-3-941335-26-4